# Rubus permixtus
Rubus permixtus är en rosväxtart som beskrevs av Blanchard. Rubus permixtus ingår i släktet rubusar, och familjen rosväxter. Inga underarter finns listade i Catalogue of Life.